# Impatiens manillensis
Impatiens manillensis är en balsaminväxtart som beskrevs av Wilhelm Gerhard Walpers. Impatiens manillensis ingår i släktet balsaminer, och familjen balsaminväxter. Inga underarter finns listade i Catalogue of Life.